# Civadier
Civadier war ein Getreidemaß in Marseille. Das Maß galt auch in Marokko
- 1 Civadier = 4 Picotins = 243,996 Pariser Kubikzoll = 0,0484 Hektoliter
- 4 Civadiers = 1 Panal
- 8 Civadiers = 1 Evina[2]

Die Maßkette war
- 1 Charge/Last (alte) = 8 Panaux = 32 Civadiers = 64 Picotins = 154 4/5 Liter
- 1 Charge (neue) = 8 Panaux = 32 Civadiers = 64 Picotins = 160 Liter[3]
- 1 Panal = 20 Liter[4]